# Platytes argyrostricha
Platytes argyrostricha là một loài bướm đêm trong họ Crambidae.